# Eleutherodactylus tigrillo
Diasporus tigrillo là một loài ếch trong họ Leptodactylidae.
Nó được tìm thấy ở Costa Rica và có thể cả Panama.
Môi trường sống tự nhiên của nó là các khu rừng đất thấp ẩm nhiệt đới hoặc cận nhiệt đới và sông. Loài này đang bị đe dọa do mất môi trường sống.